# El potasio en la biología
El potasio es el principal ion intracelular para todos los tipos de células, mientras que tiene un papel importante en el mantenimiento del equilibrio de líquidos y electrolitos. El potasio es necesario para el funcionamiento de todas las células vivas y, por lo tanto, está presente en todos los tejidos vegetales y animales. Se encuentra en concentraciones especialmente altas dentro de las células vegetales, y en una dieta mixta, se concentra más en las frutas. La alta concentración de potasio en las plantas, asociada con cantidades comparativamente muy bajas de sodio allí, históricamente dio como resultado que el potasio primero se aislara de las cenizas de las plantas (potasa), lo que a su vez le dio al elemento su nombre moderno. La alta concentración de potasio en las plantas significa que la producción de cultivos pesados agota rápidamente los suelos de potasio, y los fertilizantes agrícolas consumen el 93% de la producción química de potasio de la economía mundial moderna.
Las funciones del potasio y el sodio en los organismos vivos son bastante diferentes. Los animales, en particular, emplean sodio y potasio de manera diferencial para generar potenciales eléctricos en las células animales, especialmente en el tejido nervioso . El agotamiento del potasio en los animales, incluidos los humanos, da lugar a diversas disfunciones neurológicas. Las concentraciones características de potasio en los organismos modelo son 30-300mM en E. coli, 300mM en la levadura en ciernes, 100mM en la célula de mamífero y 4mM en el plasma sanguíneo.

## Función en animales
El potasio es el principal catión (iones positivos) dentro de las células animales, mientras que el sodio es el principal catión fuera de las células animales. La diferencia entre las concentraciones de estas partículas cargadas provoca una diferencia de potencial eléctrico entre el interior y el exterior de las células, conocida como potencial de membrana. El equilibrio entre el potasio y el sodio se mantiene gracias a los transportadores de iones de la membrana celular. Todos los canales iónicos de potasio son tetrámeros con varios elementos estructurales secundarios conservados. Se han resuelto varias estructuras de canales de potasio, entre las que se encuentran los canales de voltaje, los activados por ligando, los de poros en tándem,  y canales rectificadores internos, de procariotas y eucariotas. El potencial de la membrana celular creado por los iones de potasio y sodio permite que la célula genere un potencial de acción — un "pico" de descarga eléctrica. La capacidad de las células para producir descargas eléctricas es fundamental para funciones corporales como la neurotransmisión, la contracción muscular y la función cardíaca.

## Recomendaciones dietéticas
El Instituto de Medicina de EE. UU. (IOM, por sus siglas en inglés) establece las Necesidades Medias Estimadas y las Ingestas Dietéticas Recomendadas, o las Ingestas Adecuadas. En conjunto, estas ingestas se denominan Ingestas Dietéticas de Referencia. La ingesta diaria recomendada actual de potasio para mujeres y hombres a partir de los 14 años es de 4700 mg. La Ingesta diaria recomendada para el embarazo es igual a 4700 mg/día. para la lactancia es de 5100 mg/día. Para los lactantes de 0 a 6 meses, 400 mg; de 6 a 12 meses, 700 mg; de 1 a 13 años, 3000 a 4500 mg/día. En cuanto a la seguridad, el IOM también establece niveles máximos de ingesta tolerables (UL) para las vitaminas y los minerales, pero para el potasio las pruebas fueron insuficientes, por lo que no se estableció ningún UL.
La Autoridad Europea de Seguridad Alimentaria (EFSA) se refiere al conjunto colectivo de información como Valores dietéticos de referencia, con Ingesta de referencia de la población (PRI), y requerimiento promedio. Para personas mayores de 15 años, la ingesta de referencia de la población se establece en 3500 mg/día. Para el embarazo es de 3,500 mg/día, para lactancia 4.000 mg/día, para niños de 1 a 14 años. La ingesta de referencia aumenta con la edad de 800 a 2700 mg/día. Estos valores de ingesta de referencia de la población son más bajos que los de EE. UU. La EFSA revisó la misma cuestión de seguridad y decidió que no había datos suficientes para establecer un UL para el potasio.

### Etiquetado
Para fines de etiquetado de alimentos y suplementos dietéticos de EE. UU., la cantidad en una porción se expresa como un porcentaje del valor diario (% VD). Para fines de etiquetado de potasio, el 100 % del valor diario fue 3500 mg, pero a partir de mayo de 2016, se ha revisado a 4700 mg. En el apartado de ingesta diaria de referencia se ofrece una tabla con los antiguos y nuevos valores diarios para adultos.